# Tolični receptor
Tolični receptori (engl. TLR — toll-like receptors) su klasa proteina koji igraju ključnu ulogu u urođenom imunskom sistemu. Oni su jednoprolazni, membranski premoštavajući, nekatalitički receptori koji su obično izraženi na zaštitnim ćelijama kao što su mikrofazi i dentritske ćelije, koji prepoznaju strukturno konzervirane molekule izvedene iz mikroba. Nakon što mikrobi prodru kroz fizičke barijere kao što su koža ili sluzokoža interstinalnog trakta, one bivaju prepoznati pomoću TLR receptora, koji aktiviraju imunske ćelijske odgovore. TLR grupa receptora obuhvata TLR1, TLR2, TLR3, TLR4, TLR5, TLR6, TLR7, TLR8, TLR9, TLR10, TLR11, TLR12, i TLR13, mada zadnja dva nisu prisutna kod ljudi.
Ovi receptori su dobili ime po njihovoj sličnosti sa proteinom koji kodira toll gen koji je identifikovala kod vinske mušice Kristijana Nuslein-Volhard 1985. godine.

## Spoljašnje veze
- Toll-Like+Receptors на 
- TollML: Toll-like receptors and ligands database at University of Munich
- The Toll-Like Receptor Family of Innate Immune Receptors (pdf)
- Toll-Like receptor Pathway